# Achtobel
Der Achtobel ist ein vom Landratsamt Ravensburg am 26. November 1993 durch Verordnung ausgewiesenes Landschaftsschutzgebiet auf dem Gebiet der Stadt Aulendorf im Landkreis Ravensburg. 

## Lage
Das Landschaftsschutzgebiet Achtobel liegt südlich von Aulendorf im Tal der Booser Ach. Es umfasst den Talabschnitt südlich von Steinenbach bis zur Mündung in die Schussen. Das Gebiet gehört zum Naturraum Oberschwäbisches Hügelland. Das Gebiet überschneidet sich teilweise mit dem FFH-Gebiet Feuchtgebiete um Altshausen.

## Schutzzweck
Der wesentliche Schutzzweck ist laut Schutzgebietsverordnung „der Erhalt einer für die Region seltenen Bachlandschaft mit artenreichem Gehölzsaum und einem noch weitestgehend natürlichem Gewässerverlauf [sowie] einer kleinstrukturierten Kulturlandschaft mit hohem Wiesenanteil, in die die Ach eingebettet ist, mit Hangwäldern und vereinzelten Feucht- und Trockenbiotopen, die seltenen Tier- und Pflanzenarten als Lebensraum und Brutgebiet sowie als Rastplatz für durchziehende Vogelarten dient.“

## Landschaftscharakter
Das Sohlental der Booser Ach ist in diesem Abschnitt teilweise über 30 m tief in die Umgebung eingeschnitten und zeichnet sich durch steile Talhänge aus. An der Ach wurden in diesem Abschnitt mehrere Mühlkanäle ausgeleitet. Die Ach selbst fließt weitgehend naturnah durch das Tal. Während die Talhänge überwiegend bewaldet sind, wird die Talsohle größtenteils als Grünland genutzt.